# Edgar Reinhardt
Edgar Reinhardt (Mülheim an der Ruhr, 21 de maio de 1914 - Cidade do Cabo, 11 de janeiro de 1985) foi um handebolista de campo alemão, campeão olímpico, atuou como goleiro.
Fez parte do elenco campeão olímpico de handebol de campo nas Olimpíadas de Berlim de 1936.